# Nor-Am Cup 1987
La Nor-Am Cup 1987 fu la 12ª edizione della manifestazione organizzata dalla Federazione Internazionale Sci.
In campo maschile il canadese Alain Villiard si aggiudicò sia la classifica generale, sia quella di slalom speciale; i suoi connazionali Donald Stevens e Jim Read vinsero rispettivamente quella di discesa libera e quella di supergigante e l'austriaco Konrad Walk quella di slalom gigante. Il francese Christian Gaidet era il detentore uscente della Coppa generale.
In campo femminile la canadese Kerrin Lee-Gartner si aggiudicò sia la classifica generale, sia quella di  discesa libera; la statunitense Tori Pillinger vinse quella di supergigante, la tedesca occidentale Angelika Hurler quella di slalom gigante e la statunitense Eva Twardokens quella di slalom speciale. La canadese Diane Haight era la detentrice uscente della Coppa generale.

## Uomini

### Classifiche

#### Generale
| Pos. | Nome           | Nazione     |
| ---- | -------------- | ----------- |
| 1    | Alain Villiard | Canada      |
| 2    | Jim Read       | Canada      |
| 3    | Troy Watts     | Stati Uniti |

#### Discesa libera
| Pos. | Nome           | Nazione |
| ---- | -------------- | ------- |
| 1    | Donald Stevens | Canada  |
| 2    | Ralf Socher    | Canada  |
| 3    | Mike Carney    | Canada  |

#### Supergigante
| Pos. | Nome           | Nazione |
| ---- | -------------- | ------- |
| 1    | Jim Read       | Canada  |
| 2    | Derek Trussler | Canada  |
| 3    | Tommy Moe      | Canada  |

#### Slalom gigante
| Pos. | Nome          | Nazione     |
| ---- | ------------- | ----------- |
| 1    | Konrad Walk   | Austria     |
| 2    | Walter Gugele | Austria     |
| 3    | Troy Watts    | Stati Uniti |

#### Slalom speciale
| Pos. | Nome               | Nazione     |
| ---- | ------------------ | ----------- |
| 1    | Alain Villiard     | Canada      |
| 2    | Alex Williams      | Stati Uniti |
| 3    | Ernst Riedlsperger | Austria     |

## Donne

### Classifiche

#### Generale
| Pos. | Nome               | Nazione        |
| ---- | ------------------ | -------------- |
| 1    | Kerrin Lee-Gartner | Canada         |
| 2    | Anette Gersch      | Germania Ovest |
| 3    | Tori Pillinger     | Stati Uniti    |

#### Discesa libera
| Pos. | Nome               | Nazione     |
| ---- | ------------------ | ----------- |
| 1    | Kerrin Lee-Gartner | Canada      |
| 2    | Tori Pillinger     | Stati Uniti |
| 3    | Kendra Kobelka     | Canada      |

#### Supergigante
| Pos. | Nome           | Nazione     |
| ---- | -------------- | ----------- |
| 1    | Tori Pillinger | Stati Uniti |
| 2    | Ann Taciuk     | Canada      |
| 3    | Edith Thys     | Stati Uniti |

#### Slalom gigante
| Pos. | Nome            | Nazione        |
| ---- | --------------- | -------------- |
| 1    | Angelika Hurler | Germania Ovest |
| 2    | Anette Gersch   | Germania Ovest |
| 3    | Nancy Gee       | Canada         |

#### Slalom speciale
| Pos. | Nome           | Nazione        |
| ---- | -------------- | -------------- |
| 1    | Eva Twardokens | Stati Uniti    |
| 2    | Helga Lazak    | Germania Ovest |
| 3    | Sally Knight   | Stati Uniti    |